# Leyla Güven

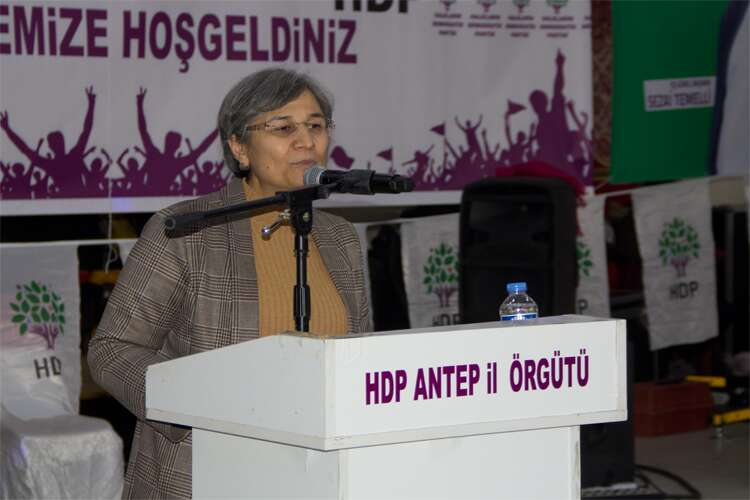

Leyla Güven (ur. 6 maja 1964 w Cihanbeyli) – turecka polityczka, parlamentarzystka z ramienia Ludowej Partii Demokratycznej (HDP) wybrana w 2018 r., współprzewodnicząca Kongresu Społeczeństwa Demokratycznego, w 2009 r. burmistrzyni Viranşehiru. 

## Życiorys
Przed podjęciem aktywności politycznej żyła przez pewien czas na emigracji w Niemczech. W 1994 r. działała w sekcji kobiecej Partii Demokracji Ludowej (HADEP). 

### Wczesna działalność
W tureckich wyborach lokalnych w 2009 roku Güven została wybrana na burmistrzynię Viranşehiru. We wrześniu 2009 r. została powołana na członka Kongresu Rady Europy i była głównym mówcą podczas debaty na sesji plenarnej Kongresu 14 października 2009 r. na temat sytuacji samorządów w południowo-wschodniej Anatolii.
W dniu 24 grudnia 2009 r. została zatrzymana podczas masowych aresztowań polityków pochodzenia kurdyjskiego w Turcji. Aresztowano wówczas dziesiątki tysięcy polityków, samorządowców i aktywistów pochodzenia kurdyjskiego, działających głównie w prowincjach zamieszkiwanych przez Kurdów na południowym wschodzie kraju. 175 osób, które ostatecznie stanęły przed sądem, oskarżono o niszczenie integralności państwa, przynależność do organizacji terrorystycznej i wspieranie takiej organizacji.  
W lipcu 2014 roku, po czterech latach, Güven razem z 30 innymi samorządowcami, została zwolniona z aresztu, zanim jeszcze w jej sprawie zapadł wyrok. Została wybrana współprzewodniczącą Kongresu Społeczeństwa Demokratycznego, stowarzyszenia tureckich demokratycznych polityków, aktywistów, prawników, obrońców praw człowieka.
22 stycznia 2018 r. Güven została zatrzymana, a dziewięć dni później aresztowana za krytykę tureckiej interwencji wojskowej w Afrinie, wyrażaną w publicznych wypowiedziach i postach w mediach społecznościowych. Została też oskarżona o utworzenie nielegalnej zbrojnej organizacji, członkostwo w nielegalnej organizacji, propagowanie członkostwa w nielegalnej organizacji i wzywanie do udziału w nielegalnych zgromadzeniach. Działaczka odrzuca wszystkie te zarzuty jako bezpodstawne i będące wyrazem represji politycznych.

### Parlamentarzystka. Protest przeciwko tureckiej interwencji w Rożawie i kolejne aresztowanie
W wyborach parlamentarnych 24 czerwca 2018 r. Güven zdobyła mandat w okręgu Hakkari. Zgodnie z ustawą jako posłanka otrzymała immunitet, a decyzja o jej zwolnieniu z aresztu została wydana w dniu 29 czerwca 2018 r. Prokuratura odwołała się od wyroku, a decyzja została uchylona, zanim polityk zdążyła opuścić areszt. 
7 listopada 2018 r., nadal przebywając w areszcie Güven ogłosiła strajk głodowy, aby zaprotestować przeciwko warunkom, w jakich Abdullah Öcalan, przywódca Partii Pracujących Kurdystanu, przebywał w więzieniu na wyspie İmralı. Podczas strajku głodowego spożywała tylko witaminę B oraz słone i słodkie płyny. Do protestu, solidarnościowo, dołączyło kolejnych 250 więźniów. 25 stycznia 2019 r., po 79 dniach protestu, Güven został zwolniona z aresztu i mogła oczekiwać na swój proces w domu. Po uwolnieniu zadeklarowała, że będzie kontynuować strajk głodowy, ponieważ jej celem nie było wyjście na wolność, ale wstawienie się za Öcalanem. 4 lutego 2019 r. otrzymała Honorowe Obywatelstwo Paryża. 26 maja 2019 r. zadeklarowała, że zakończy strajk głodowy, gdyż jej postulat dotyczący Öcalana został zrealizowany. 
W lipcu tego samego roku zaczęła pełnić obowiązki parlamentarzystki. We wrześniu 2019 r. wyrok w sprawie, w której zatrzymano ją w 2009 r. – 6 lat i 3 miesięcy więzienia za kierowanie zakazaną organizacją – został potwierdzony przez Sąd Najwyższy. Nie trafiła jednak do więzienia ze względu na immunitet poselski.
W 2019 r. została oskarżona o propagandę terrorystyczną za publiczną krytykę tureckiej inwazji na północno-wschodnią Syrię (syryjski Kurdystan, Rożawa). Międzynarodowa Federacja Praw Człowieka (FIDH) potępiła to oskarżenie i zażądała od władz tureckich przestrzegania standardów praw człowieka określonych przez ONZ. 4 czerwca 2020 r. została pozbawiona mandatu parlamentarzystki wraz z innym politykiem HDP Musą Farisoğulları oraz dziennikarzem i politykiem Republikańskiej Partii Ludowej (CHP) Enisem Berberoğlu, a następnie doprowadzona do zakładu karnego dla kobiet w Diyarbekirze w celu odbycia wyroku skazującego, jaki zapadł w jej sprawie. 9 czerwca została zwolniona, gdyż na poczet kary zaliczono jej pobyt w areszcie i zgodzono się na warunkowe wyjście przedterminowe.
21 grudnia 2020 r. w sprawie, jaka toczyła się przeciwko niej od 2018 r., została skazana na ponad 22 lata więzienia za zachęcanie do organizowania manifestacji i udział w nich oraz rzekomą przynależność do nielegalnej organizacji wspierającej kurdyjskich partyzantów w Turcji. 17 marca 2021 r. turecka prokuratura zażądała w Sądzie Konstytucyjnym pięcioletniego zakazu angażowania się w politykę dla 687 działaczy HDP, w tym dla Leyli Güven.